# Гомельская зеркальная фабрика
Гомельская зеркальная фабрика (бел. Гомельская люстэркавая фабрыка) — белорусское предприятие, располагавшееся в Гомеле в 1947—2009 годах.

## История
В 1947 году в Гомеле была основана промышленная артель «Красный Октябрь», которая производила зеркала и галантерейные изделия (домино, расчёски, щётки и другие товары народного потребления). С 1990 года — арендное предприятие «Гомельская зеркальная фабрика», в 1998 году преобразована в открытое акционерное общество. Фабрика входила в концерн «Белместпром». В 2005 году производила настенные зеркала на полике (с узором и без него), а также зеркала настольные, галантерейные, мебельные и стеклянные изделия для мебели.
В 2000-е годы положение фабрики осложнилось. По состоянию на 2008 год на фабрике работало 36 человек. В декабре 2009 года фабрика была ликвидирована как самостоятельное юридическое лицо, имущество фабрики было передано ОАО «Гомельстекло». Сообщалось, что производство зеркал было прекращено. В 2014 году трёхэтажное здание бывшей зеркальной фабрики числилось как неиспользуемое, велась подготовка к аукциону по его продаже. По состоянию на 2021 год зеркала не числятся в каталоге продукции ОАО «Гомельстекло».